# Fällbach (Schwarzwasser)
Der Fällbach ist ein linker Zufluss des Schwarzwassers im Erzgebirge in Sachsen.

## Verlauf
Der Bach entspringt an den Ausläufern des Fällberges, nur wenig oberhalb des Fällbachweges, der Sosa und Steinheidel miteinander verbindet. Überwiegend verläuft er Richtung Ostnordost. Im Oberlauf fließt er nördlich an der nach dem Bach benannten Häusergruppe Fällbach vorbei, die heute zur Gemeinde Breitenbrunn gehört. Etwa 500 m vor der Einmündung in das Schwarzwasser nimmt er im Naturschutzgebiet Schieferbach von links den namensgebenden Schieferbach auf und kreuzt etwa 300 m weiter den um 1830 angelegten Antonshütter Graben.

## Bergbau
Das Gebiet am Fällbach war über viele Jahrhunderte Gegenstand eines beständigen Bergbaus, der bereits zu Beginn des 16. Jahrhunderts urkundlich nachweisbar ist. So werden dort 1534 Zinnseifen erwähnt. Veit Hans Schnorr von Carolsfeld errichtete ein Pochwerk am Fällbach, das 1695 genannt wird und in Zusammenhang mit der Michaelis Fundgrube stand. 1762 werden über 30 Seifenwerke benannt, die hier und in der Umgebung des Fällberges als sogenannte „Lachterseifen“ existierten. Die längste hatte eine Ausdehnung von 850 Lachtern, also über die Hälfte der gesamten Länge. Ein Bergwerk am Fällbach, an dem es mehrere Eisenerzbergwerke gab, war die Grube Menschenfreude. Zwischen 1957 und 1960 förderte das Objekt 08 der SDAG Wismut im „Fällbachschacht“ (Schurf 23) Uran.